# Julián Romero Cañego
Julián Romero Cañego, més conegut com a Juli (Mota del Cuervo, 28 d'agost de 1977) és un futbolista castellanomanxec, que juga de lateral dret. Ha estat internacional per la selecció espanyola sub-18.

## Trajectòria
Es va formar a les categories inferiors de l'Albacete Balompié. Va debutar amb el primer equip a la campanya 95/96. Eixa any, Juli va disputar 15 partits a la màxima categoria i es presentava com una promesa amb futur. Però, a l'Albacete no hi va tenir contuinitat. Per una part les lesions, i per altra les decisions tècniques, tot just va jugar 28 partits entre la 96/97 i la 00/01. Pel mig, va ser enviat a l'Albacete B, al CD Manchego i al Reial Madrid B, tot just destacant en cap d'ells.
L'estiu del 2001 finalitza la seua etapa manxega i marxa al Marino de Luanco. A l'equip asturià roman dues temporades en Segona B. La temporada 03/04 fitxa pel CM Peralta, amb qui baixa a Tercera Divisió. Després, ha militat en equips de la Tercera castellanomanxega: el Quintanar (segona meitat de la temporada 03/04 i 05/06) o La Roda (06/08).